# The Coming
The Coming è il primo album discografico del rapper statunitense Busta Rhymes, pubblicato nel 1996.

## Il disco
Il disco è stato pubblicato nel marzo 1996 dalla Elektra Records. Alla realizzazione del disco hanno contribuito diversi produttori discografici e diversi artisti della scena hip hop come Redman e Keith Murray (Def Squad), Q-Tip e altri. Il singolo apripista è rappresentato dal brano Do My Thing, diffuso nel dicembre 1995, mentre un'altra traccia, in particolare Woo-Hah!! Got You All in Check, è stata pubblicata come singolo nel gennaio 1996. L'album ha raggiunto la sesta posizione della classifica Billboard 200.

## Tracce
1. The Coming (feat. Lord Have Mercy & Rampage)- 4:32
2. Do My Thing - 4:00
3. Everything Remains Raw - 3:41
4. Abandon Ship (feat. Rampage) - 6:02
5. Woo Hah!! Got You All in Check (feat. Rampage) - 4:31
6. It's a Party (feat. Zhané) - 5:53
7. Hot Fudge - 5:09
8. III Vibe (feat. Q-Tip) - 3:29
9. Flipmode Squad Meets Def Squad (feat. Jamal, Redman, Keith Murray, Rampage, Lord Have Mercy) - 8:10
10. Still Shining - 2:57
11. Keep It Movin' (feat. Leaders of the New School) - 7:32
12. The Finish Line - 5:06
13. The End of the World (feat. Spliff Star) - 2:48

## Classifiche
| Classifica (1996) | Posizione raggiunta |
| ----------------- | ------------------- |
| Stati Uniti       | 6                   |